# Svatopluk Káš
Svatopluk Káš (6. června 1929, Praha – 30. květen 2014) byl český lékař-neurolog, spisovatel, publicista a humorista. Byl synem zakladatele hudebního sdružení Kocourkovští učitelé Josefa Káše. Byl znám především svou zálibou v medicínském humoru.

## Dílo

### Odborné publikace
- Cévní příhody mozkové, společně s Janem Országhem
- Ischias a jiné nemoci páteře, společně s Janem Országhem

### Medicínský humor
- Aeskulap se stále usmívá
- Aforismy, bonmoty, citáty o medicíně, lékařích a pacientech
- Anekdoty z ordinací 2
- Antologie českého medicínského humoru
- Doktorské historky a anekdoty
- Humor s Aeskulapem : Dosud nepublikované povídky
- Injekce, které nebolí
- Medicína v aforismech : Dva tisíce pět set let medicíny v 2500 aforismech
- Medicína v nedbalkách aneb Aeskulap ještě po dvaceti letech
- Medicínské historky z Moravy
- Medicínské historky z Královéhradecka
- Medicínské historky
- Múzy a medicína : Humor s Aeskulapem
- O medicíně, lékařích a pacientech
- Pilulky smíchu
- Z Aeskulapovy druhé kapsy
- Z Aeskulapovy třetí kapsy
- Z Aeskulapovy čtvrté kapsy : obory terénní, aneb, Ti, kdo pracují hlavně s papíry a razítkem, jakož i zubařskými kleštěmi a laskavým slovem

### Publicistika
- Kocourkovští učitelé, jejich historie a tvorba
- Čeští lékaři – spisovatelé, ISBN 80-86297-13-6
- Medailonky českých lékařů – spisovatelů, ISBN 80-7254-692-9